# Памятник Слава Сапёрам
Памятник Слава Сапёрам (пол. Pomnik Chwała Saperom) — памятник, установленный в память о погибших сапёрах.
Автор — скульптор Станислав Кулон.
Основная часть мемориала была открыта 22 июля 1955 года на берегу реки Висла в Парке маршала Эдуарда Рыдз-Смиглы в Варшаве (до 1992 года — Центральный парк культуры польской столицы).
Открытие памятника состоялось в мае 1975 года, в честь тридцатой годовщины победы во Второй Мировой войне.
Памятник состоит из трёх частей, которые расположены недалеко друг от друга. Основной частью являются шесть пилонов, образующих круг и символизирующих взрыв. Внутри пилонов на небольшом постаменте из гранита стоит коленопреклонённый солдат, который пытается обезвредить мину. На пилонах размещены 18 бронзовых барельефов, на которых показан тяжёлый труд сапёров во время реконструкции страны и столицы (разминирование, строительство мостов и т. д.).
Рядом с памятником установлена мемориальная доска с надписью: «Свободная Варшава никогда не забудет тех, кто трудом своим и кровью первыми начали работы по её восстановлению», также указаны имена и номера подразделений в которых служили погибшие сапёры.
Вторая часть памятника находится у подземного перехода под Вислострадой (улиц Варшавы, расположенных вдоль левого берега Вислы. Она представляет собой бронзовый барельеф размером 2×7 м, на котором изображена высадка солдат Третьей дивизии 1-й армии Войска Польского, которые спешат на помощь восставшей столице.
Третьей частью является железобетонный столп при въезде в порт, который вбит в дно реки. На нём установлены скульптуры трёх солдат, забивающих сваю для строительства моста.

## Галерея

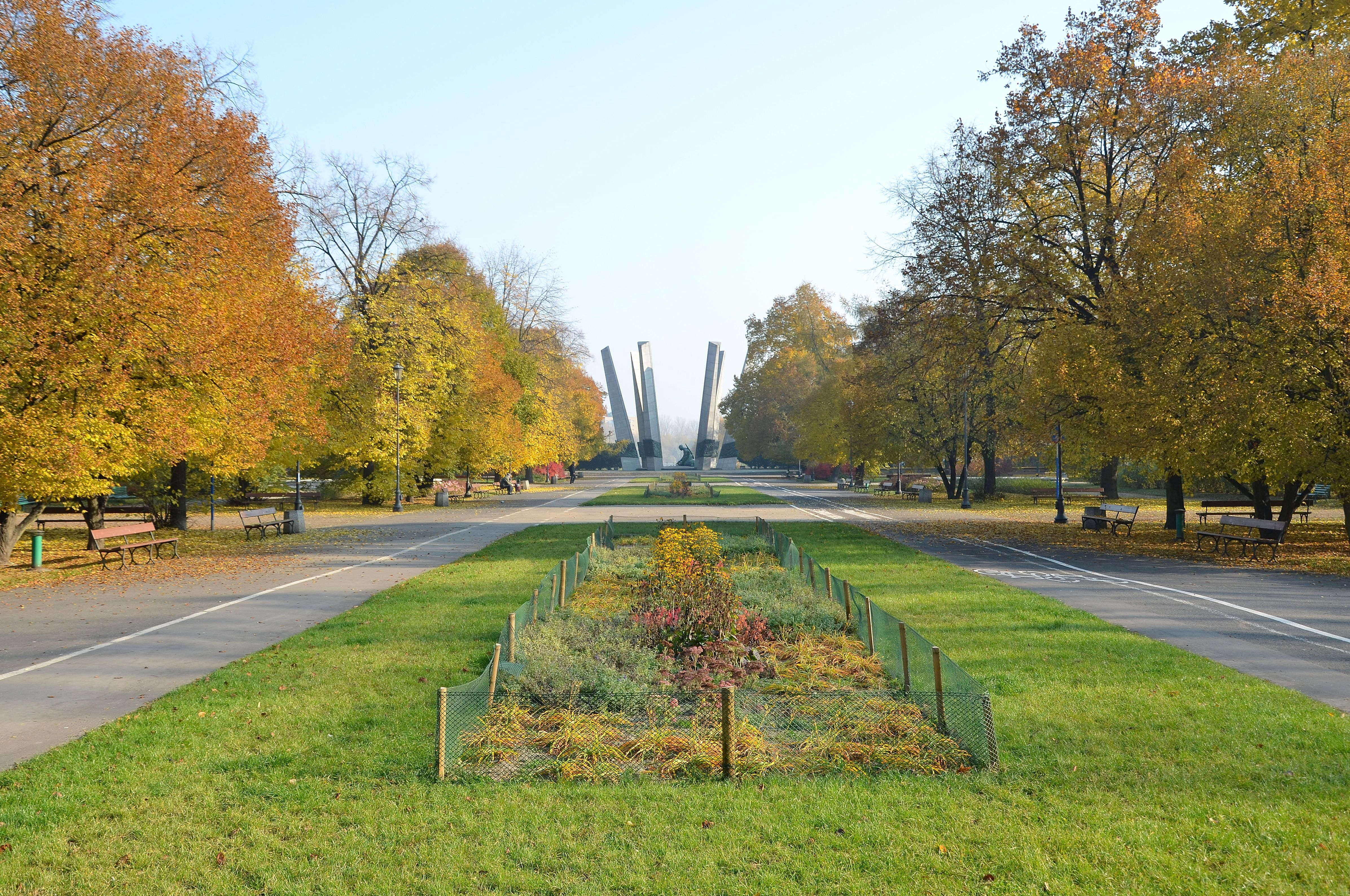
Общий вид памятника в парке
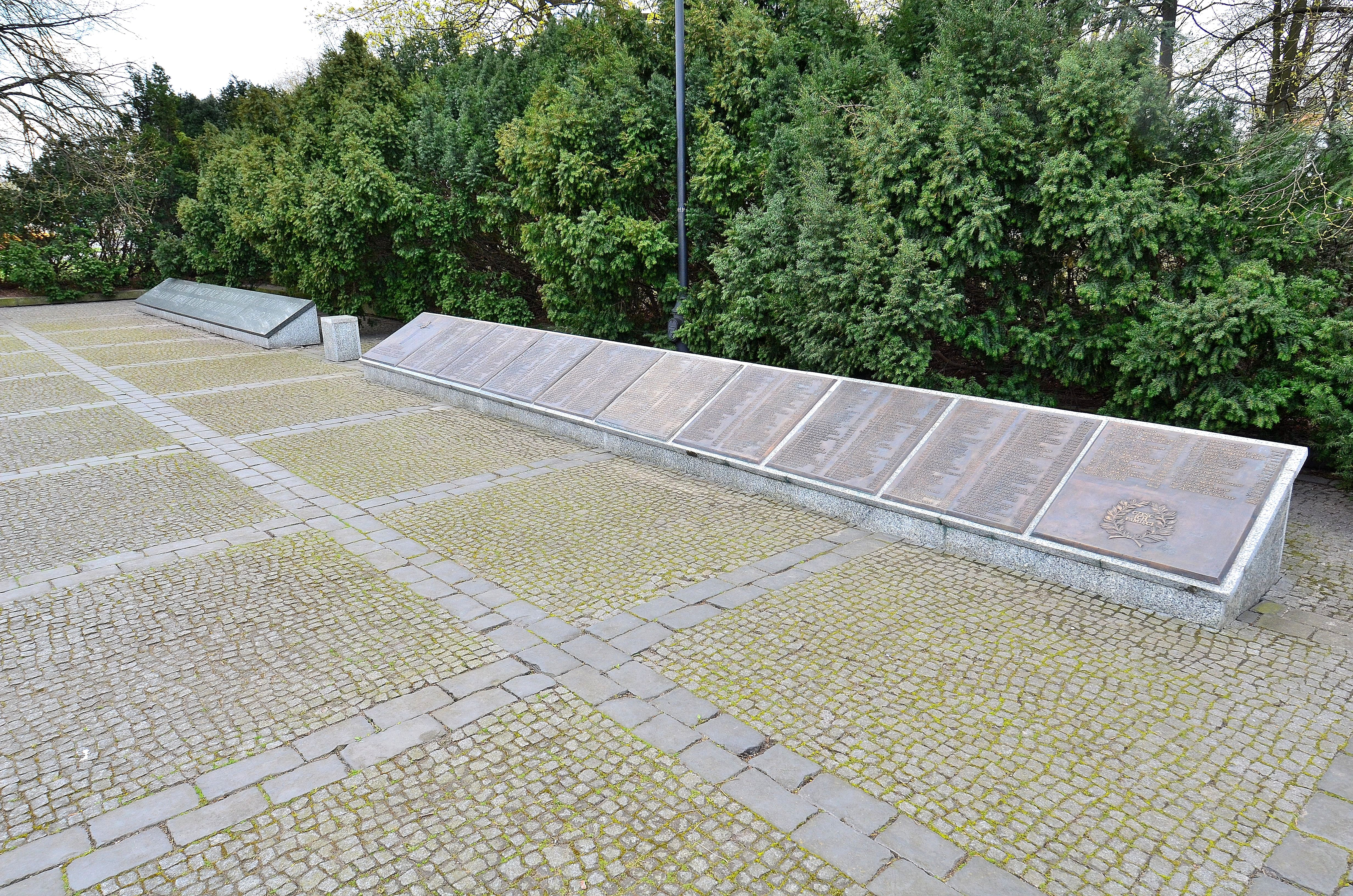
Мемориальные плиты
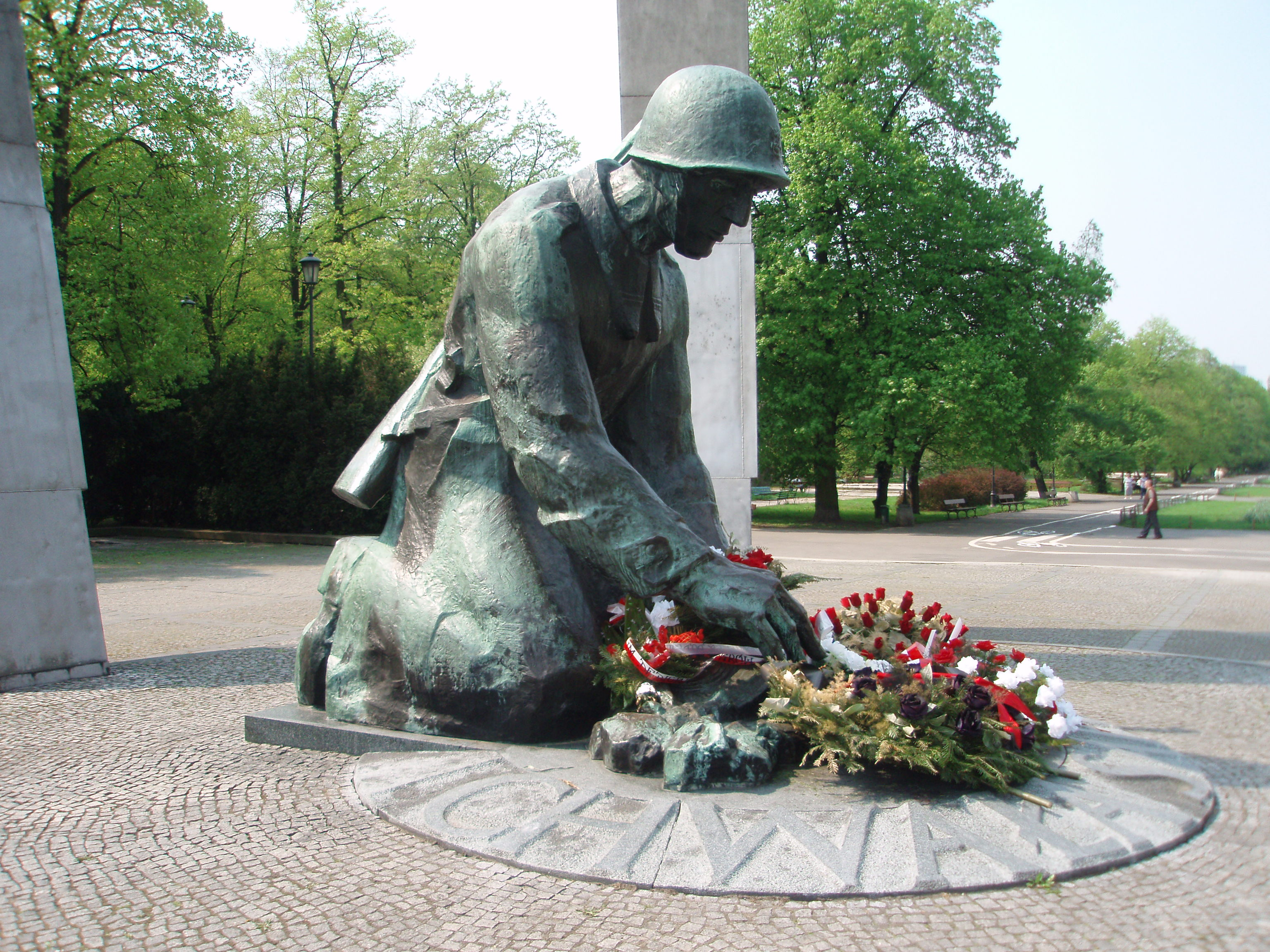
Сапёр. Фрагмент памятника
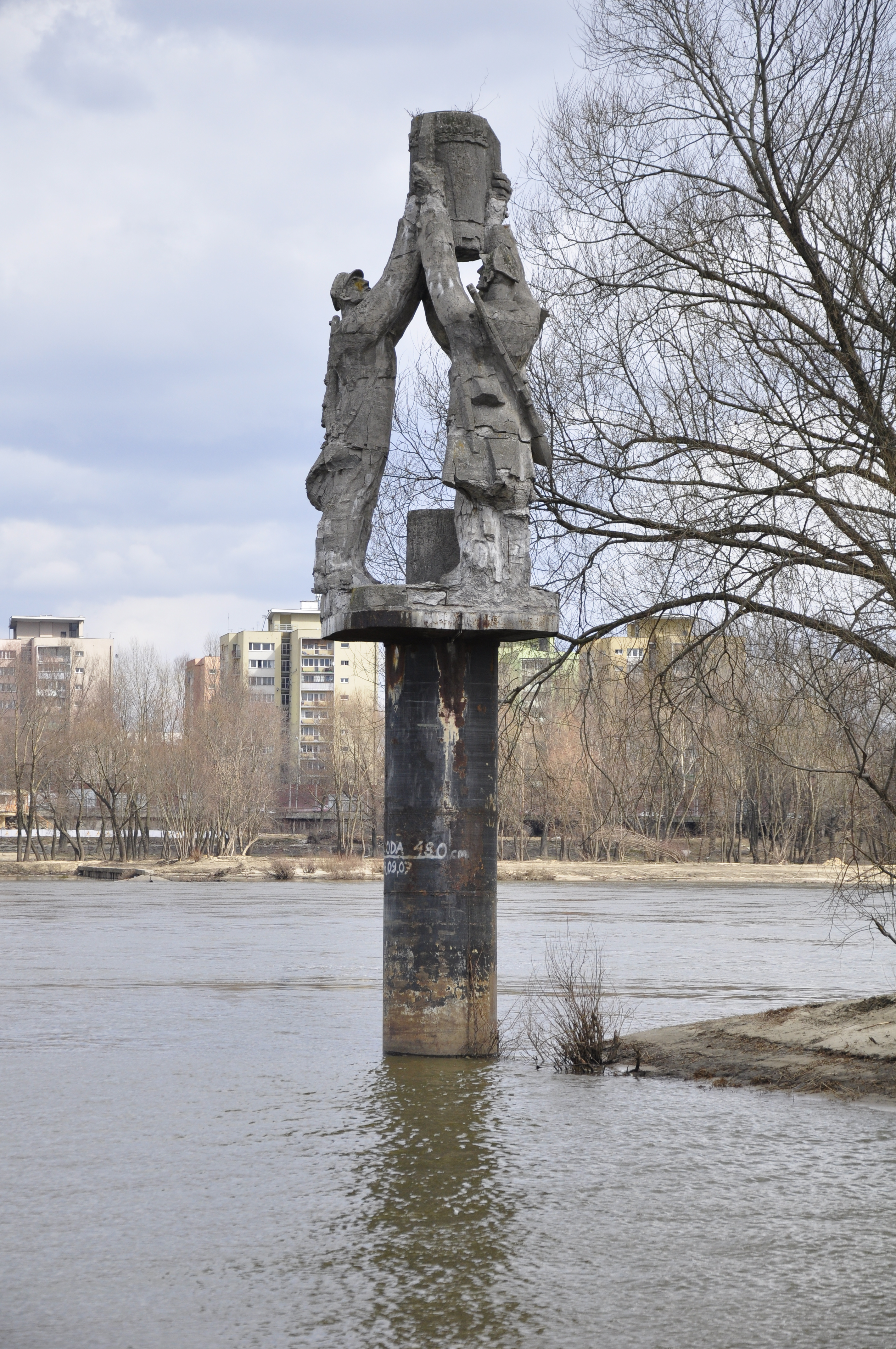
Скульптуры трёх солдат, забивающих сваю для строительства моста